# Saint-Vaast-la-Hougue
Saint-Vaast-la-Hougue ist eine französische Gemeinde und ein Seebad an der Nordostküste der Halbinsel Cotentin mit 1666 Einwohnern (Stand 1. Januar 2022) im Département Manche in der Region Normandie. Sie gehört zum Kanton Val-de-Saire im Arrondissement Cherbourg.

## Toponymie
Der Ort ist nach dem Heiligen Vedast († 540), Bischof von Arras, benannt. Das Wort „Hougue“ stammt aus dem altnormannischen Hogue mit der Cotentin-Aussprache [u] für [ɔ], ist von dem altnordischen Wort „haugr“ abgeleitet und bedeutet „Hügel“ oder „Höhe“.

## Der Ort
Saint-Vaast-la-Hougue liegt auf der Halbinsel Cotentin in der Landschaft Val de Saire.
Die etwa einen Kilometer vor der Küste liegende, 29 ha große, bei Ebbe mitunter auch zu Fuß erreichbare Insel Tatihou gehört zur Gemeinde Saint-Vaast-la-Hougue. Die Gesamtgemarkung von Saint-Vaast hat eine Größe von 6,63 km².
Am Südrand des Orts befindet sich das 1694 von Benjamin de Combes (ca. 1649–1710), einem Schüler Vaubans, erbaute Fort de la Hougue, noch heute ein Militärstützpunkt, der nur an wenigen Tagen im Jahre zu Besichtigungen der Öffentlichkeit zugänglich ist.
Der Hafen von Saint-Vaast-la-Hougue wurde im Laufe des 19. Jahrhunderts ausgebaut. Die große Mole wurde zwischen 1828 und 1845 gebaut, der Kai von 1846 bis 1852. Danach wurden die Wellenbrecher angelegt, um den Hafenbereich abzugrenzen, der bis 1982 zur See hin offen blieb, dann jedoch durch ein Doppeltor zwischen dem Fischerei- und dem 1980 eröffneten Yachthafen (665 Liegeplätze) geschlossen wurde. Beide sind Booten nur bei Flut zugänglich. Das Molenfeuer am Ende der Mole ist seit 1865 in Betrieb. In der Endphase des Zweiten Weltkriegs war der Hafen der erste von den Alliierten im Jahre 1944 eroberte Hafen der Normandie.
Die Bucht von Saint-Vaast-la-Hougue ist von ornithologischer Bedeutung; mehr als hundert verschiedene Vogelarten finden sich dort ein. Führungen werden von der ornithologischen Gruppe der Normandie (GONms) durchgeführt.

## Geschichte

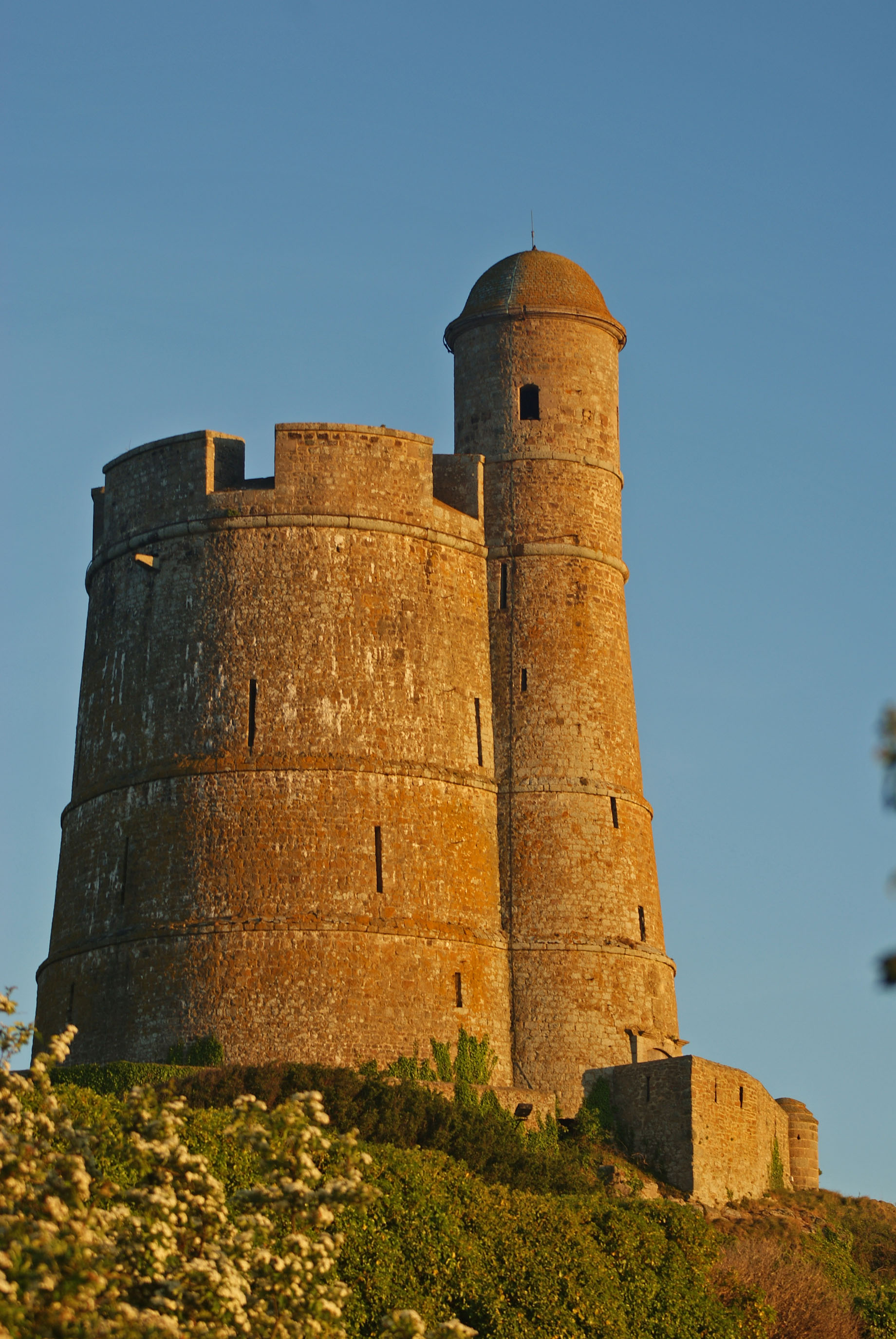
Der „Tour Vauban“ in Saint-Vaast-la Hougue aus 1694

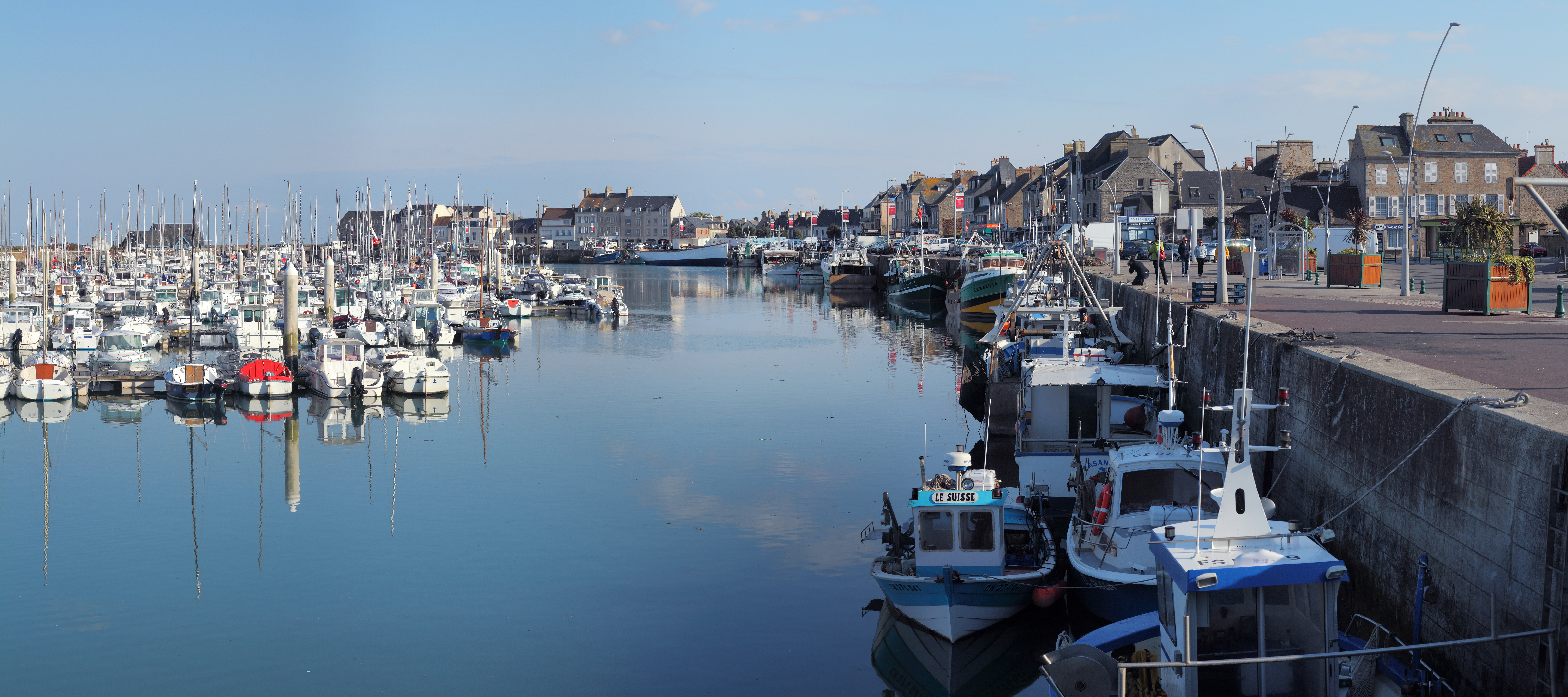
Hafen von Saint-Vaast-la-Hougue

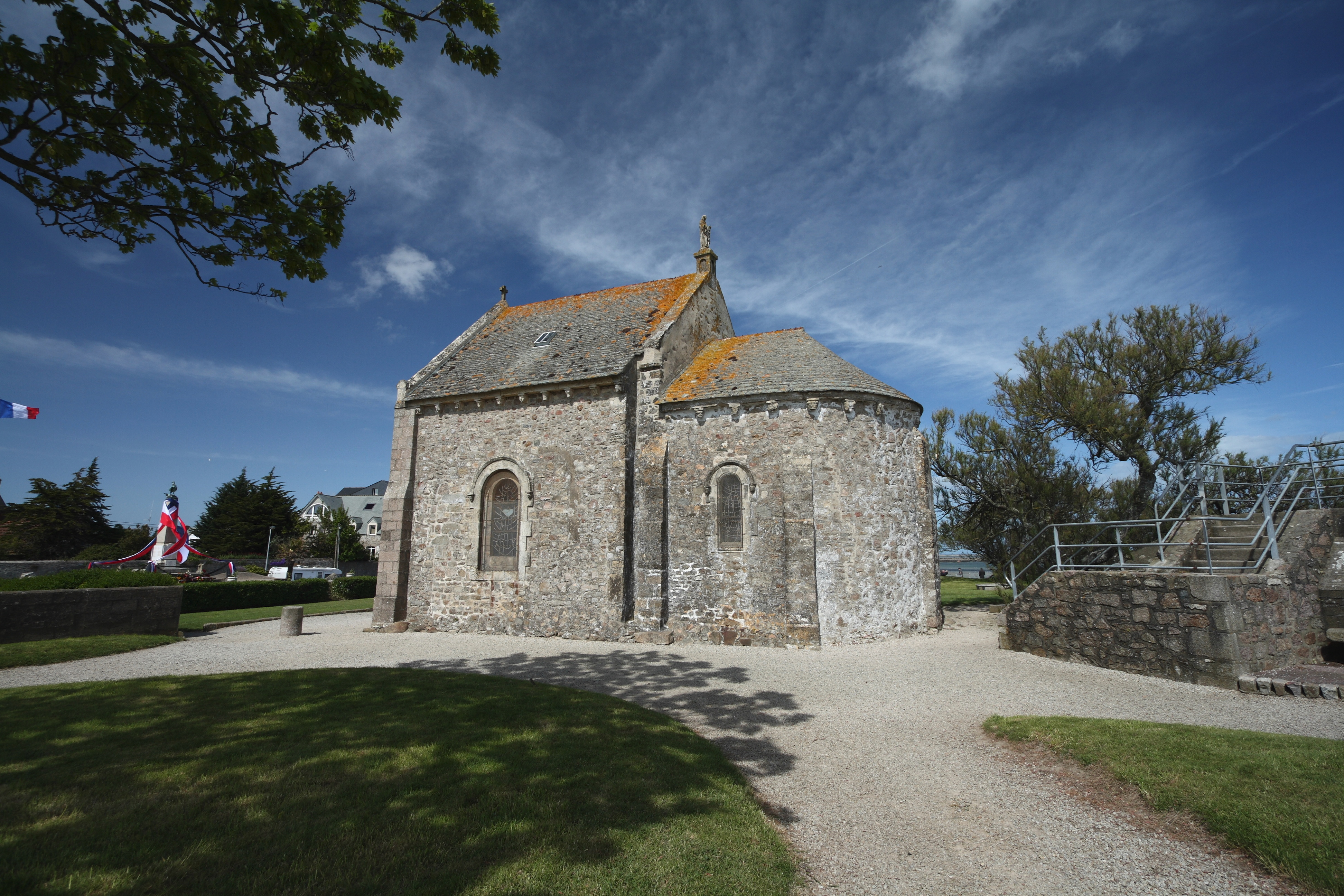
Die Kapelle der Seeleute

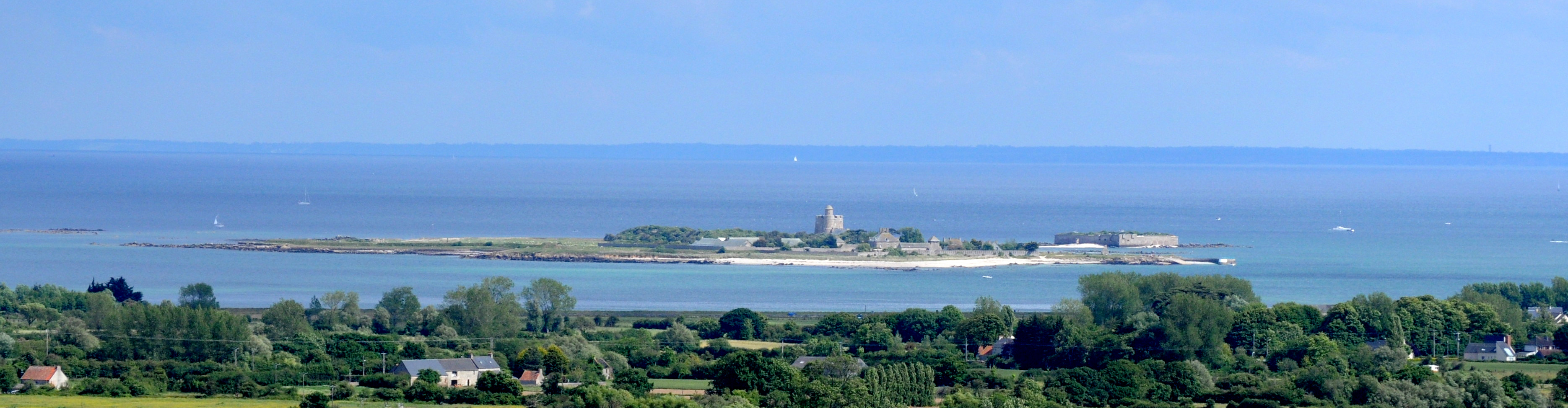
Île Tatihou

Als Edward III. von England im Jahre 1346, in der Anfangszeit des Hundertjährigen Kriegs, seinen Anspruch auf die Krone Frankreichs militärisch durchzusetzen versuchte, landete er am 12. Juli mit einer Invasionsarmee von 15.000 Mann in der Bucht von Saint-Vaast. Von dort aus eroberte er Caen, marschierte durchs nördliche Frankreich und traf am 26. August bei Crécy auf das Heer des französischen Königs Philipp VI., dem er mit seinen Langbogenschützen in der Schlacht bei Crécy eine schwere Niederlage zufügte.
Im Jahre 1692, im Zuge des Pfälzischen Erbfolgekriegs, nach der unentschieden ausgegangenen Seeschlacht vom 29. Mai bei Barfleur, ankerten zwölf französische Linienschiffe in der Bucht von La Hougue und bei der Insel Tatihou. Dort wurden sie am 3. und 4. Juni in einer in England als „Schlacht von La Hogue“ gefeierten Aktion von englischen Brandern angegriffen und vernichtet. Wracks aus dieser Zeit wurden 1990 vom Taucher Christian Cardin entdeckt und 2022 identifiziert.
Um weitere englische Angriffe auf die Bucht zu verhindern, wurden 1694 durch den Festungsbauingenieur Benjamin de Combes auf dem Hügel von La Hougue und auf der gegenüberliegenden Insel Tatihou Festungstürme erbaut. Die beiden Türme sind seit Juli 2008, zusammen mit elf anderen von Vauban erbauten Festungen, als UNESCO-Welterbe registriert.

### Bevölkerungsentwicklung
| Jahr      | 1962 | 1968 | 1975 | 1982 | 1990 | 1999 | 2007 | 2018 |
| Einwohner | 2431 | 2391 | 2268 | 2347 | 2134 | 2097 | 2080 | 1729 |

## Wirtschaft
Die Austernzucht ist ein wichtiger Erwerbszweig der Stadt, mit etwa 250 ha bei Niedrigwasser trocken liegenden Austernbänken. Die Bucht von Saint-Vaast ist die älteste Austernzuchtregion der Normandie.
Tourismus ist eine zweite wichtige Einnahmequelle. Der Ort hat zahlreiche Hotels, Restaurants und Campingplätze.

## Sehenswürdigkeiten
- Die Kapelle der Seeleute (La chapelle des marins), seit 1952 als Monument historique eingestuft, ist der Chor der 1864 abgerissenen ehemaligen Stadtkirche. Die romanische Rundapsis stammt aus dem 11. Jahrhundert.
- Die Insel Tatihou, bei Ebbe zeitweise zu Fuß und ansonsten mit einem Amphibienfahrzeug erreichbar, mit dem Vauban-Turm, dem Maritime-Museum im vorgelagerten Fort de l'Ilet, einem botanischen Garten und einem Vogelschutzgebiet.
- Befestigungsanlagen von La Hougue und Tatihou

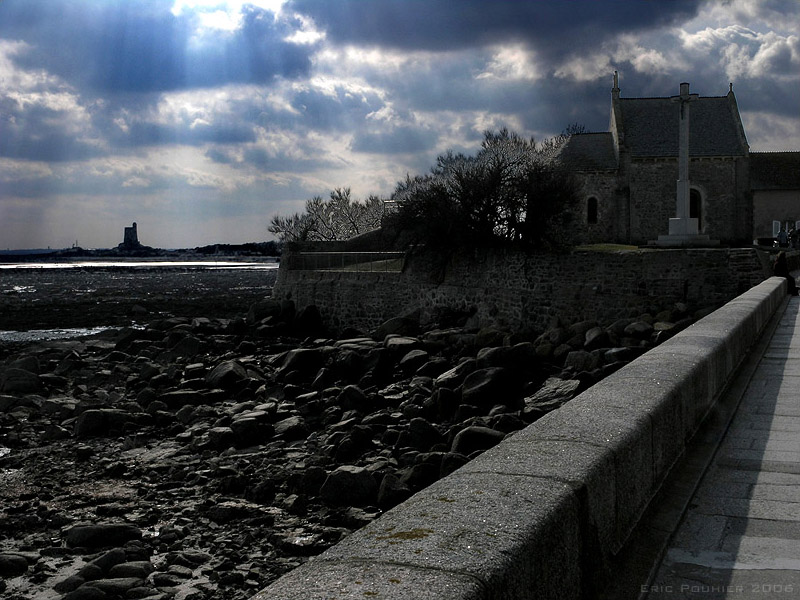
Saint-Vaast-la-Hougue
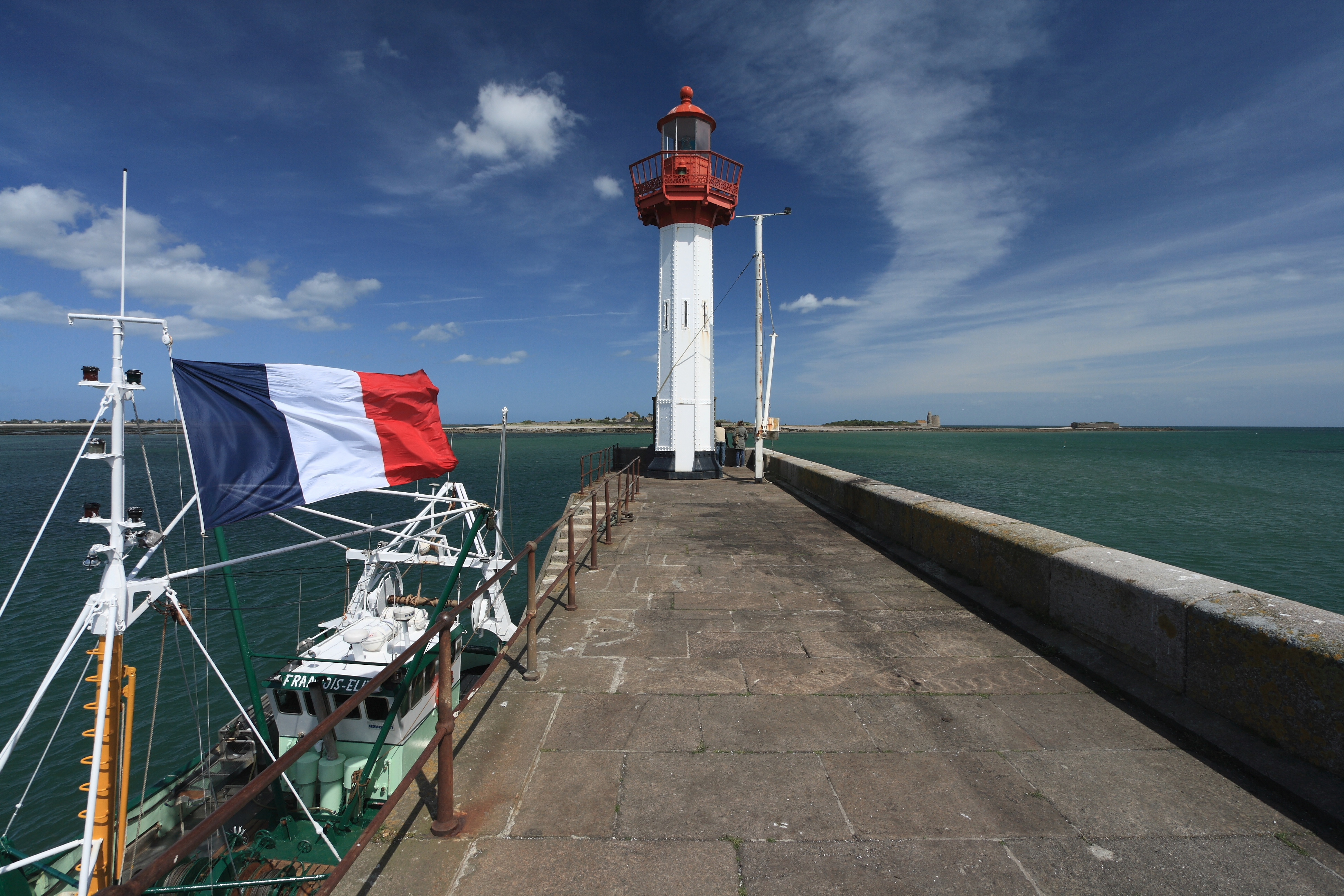
Das Molenfeuer
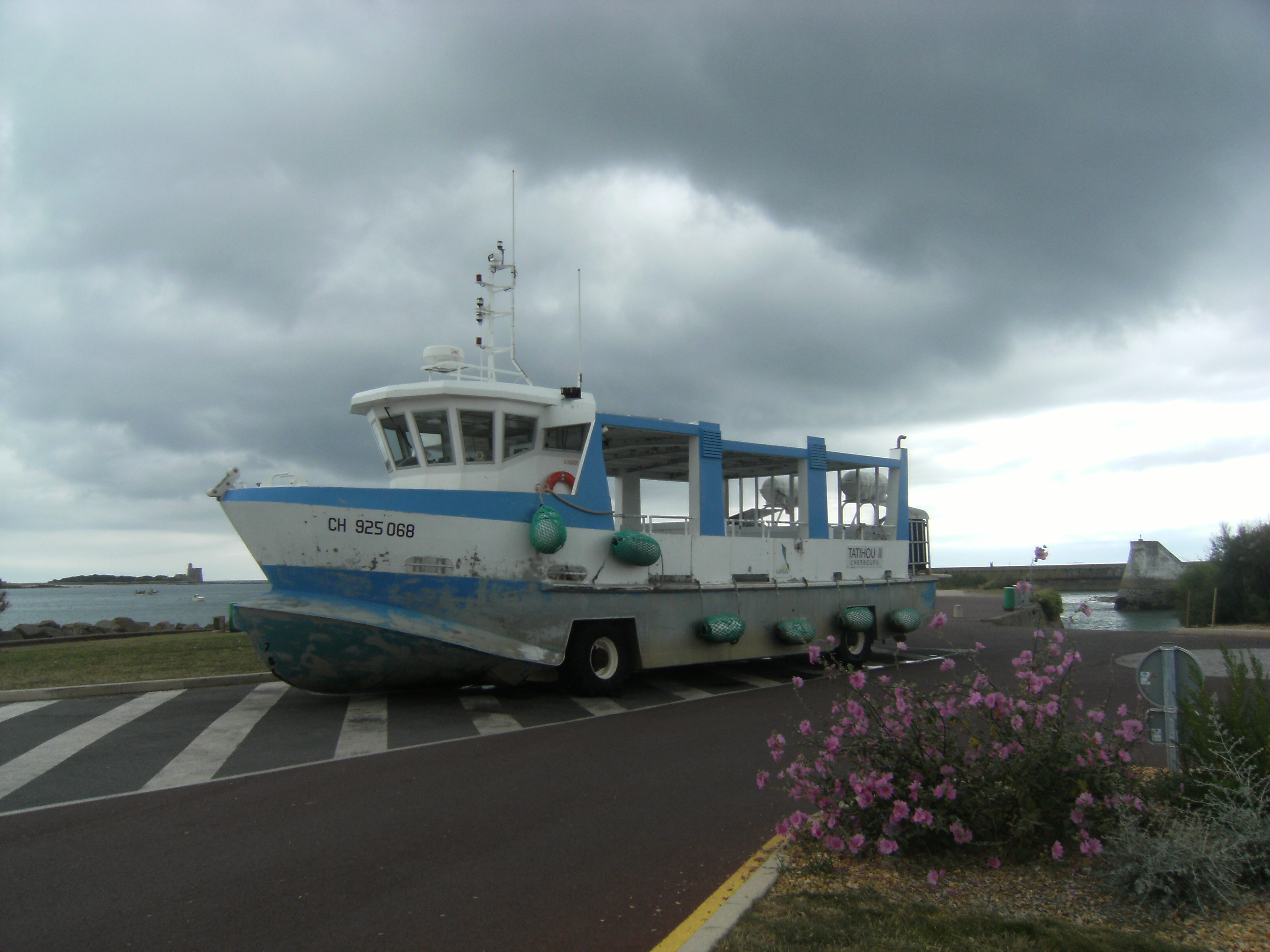
Tatihou II, das Amphibienfahrzeug, das Tatihou mit Saint-Vaast-la-Hougue verbindet, bei Flut schwimmend, bei Niedrigwasser auf Rädern
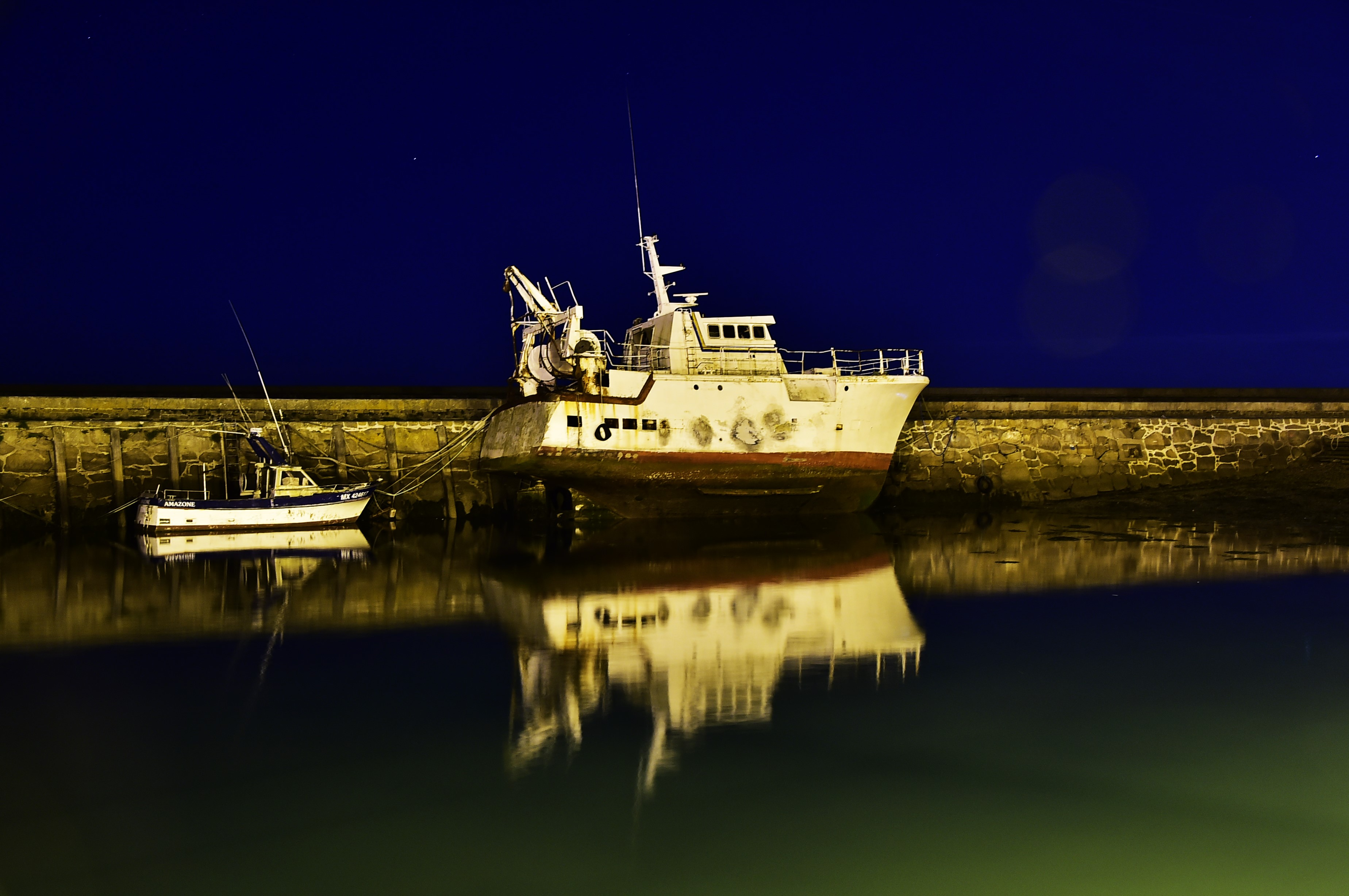
Saint-Vaast-la-Hougue, Hafen

## Kulturelle Veranstaltungen
In Saint-Vaast-la-Hougue findet jährlich im Sommer das Bücher-Festival „Ancres et Encres“ (Anker und Tinte) statt. Im Jahr 2020 musste es wegen der Corona-Pandemie abgesagt werden.

## Persönlichkeiten
- Max-Pol Fouchet (1913–1980), Schriftsteller, Kunstkritiker und Fernsehjournalist

## Städtepartnerschaft
- Bridport in Großbritannien.